# Hinchada del Club Atlético Talleres (Córdoba)
La hinchada del Club Atlético Talleres es el grupo de aficionados de este club de la ciudad de Córdoba, Argentina. También es conocida como Los Matadores o La Hinchada del Matador. Es considerada por numerosos medios como la más grande de Córdoba También es reconocida por ser "fiel" al equipo, con grandes convocatorias en cada partido, independientemente de la actualidad deportiva. Este es además el origen del nombre de la barra brava del club: La Fiel. En su partido más convocante, la final del ascenso contra San Jorge en 2013, Talleres llevó 62.000 personas al Estadio Mario Alberto Kempes, agotando las entradas en apenas dos días. Es el tercer equipo del país con mayor promedio de asistencia en los partidos de Primera División de Argentina, luego de Boca y River.
Muchas personalidades famosas han reconocido ser hinchas o simpatizantes de Talleres, como por ejemplo Los Caligaris, Piñón Fijo, Ángel "Negro" Videla, Luis Juez, Ramón Mestre, Facundo Chapur, Mariana Antoniale, Agustín Tosco, Atilio López, Juan Filloy, Luck Ra, Daniel Giacomino, Alfredo Leuco, Luis Amuchástegui, Héctor Campana, Carolina "Chapita" Gutiérrez, Santi Celli, Omar Narváez, Santos "Falucho" Laciar, Juan Cruz Mallía, José Palazzo, Ariel Ardit, Ricardo Birn, Pato Fontanet, Martín Gramática, Julieta Jankunas, Jean Maggi, Diana Mondino, Cristian Castro y Macarena Ceballos.
El primer socio en la historia de Talleres fue Paco Cabasés.

## Convocatoria como visitante
En el Campeonato Nacional de 1974 Talleres jugó ante River Plate como visitante. Ese día alrededor de 20.000 personas viajaron a Avellaneda para llenar el Cilindro en un partido para el recuerdo del pueblo albiazul. Durante esa temporada Talleres se mantuvo invicto 23 partidos contando el Zonal, el Oficial y el Nacional. El partido finalizó 1 a 1 y hubo una recaudación de $320.800 pesos.

Aviones, ómnibus, trenes, autos constituyeron una saludable caravana que inundó Buenos Aires desde el Acceso Norte hasta Avellaneda. Y este hecho demuestra que en el interior existen las fuerzas vitales y renovadoras que nuestro futbol necesita.
El Gráfico, septiembre de 1974

Diego Maradona recordó en su debut con Argentinos Juniors:

Jugábamos contra el gran Talleres de Córdoba de Valencia, Alderete, Ocaño, Oviedo, un equipazo que llenaba en todos lados. La Paternal estaba copada por los cordobeses cuando llegué.
Diego Maradona, octubre de 2016

El 12 de diciembre de 1976 Talleres le ganó 3-0 a Atlanta en Villa Crespo acompañado por 15 mil almas que celebraron la clasificación a la ronda final del campeonato por segunda vez consecutiva. "Córdoba se hizo país en Buenos Aires", titulaban los medios de la época.
El 12 de diciembre de 1976 Talleres viajó a Santa Fe en búsqueda de la tercera clasificación consecutiva a la final del Campeonato Nacional. Ante 10.000 hinchas que poblaron las instalaciones del estadio de Colón, el equipo empató en tiempo de descuento cuando jugaba con tres hombres menos y se metió en cuartos de final. Talleres luego caería en las semifinales ante River, que luego caería ante el campeón Boca Juniors, pero la movilización de los hinchas de Talleres en los años 1970 fue noticia en el país entero. Para el partido con River por las semifinales, 20 mil hinchas se hicieron presentes en la Bombonera.
Uno de los logros más importantes en la historia del club fue el subcampeonato del Nacional 1977. Para esa final, disputada con Independiente el 21 de enero de 1978, 15 mil hinchas viajaron al estadio Libertadores de América para el primer partido de la serie.
En 2019, Talleres volvió a jugar la Copa Libertadores después de 17 años. En el primer partido como visitante, en el Morumbi ante São Paulo, llevó más de 3.000 hinchas que vieron la clasificación del "Matador" a la siguiente fase. Muchos habían viajado tres días para hacerse presentes en las boleterías, que tuvieron que añadir entradas debido a la demanda del pueblo albiazul.

"¿Talleres es tan grande así?", preguntaba un taxista que pasaba por la calle Arnolfo Azevedo, a metros del estadio Pacaembú, donde cientos de hinchas de la T esperaban bajo la lluvia para intentar hacerse con una de las tres mil entradas que se pusieron a la venta para los visitantes. Antes de llegar a la capital paulista, los hinchas argentinos con camisetas y banderas albiazules venían marcado el terreno, invadiendo las playas del litoral del estado. Cordobeses bailando cuarteto sobre la arena de Guarujá, o tomando cerveza y sacándose fotos multitudinarias en São Sebastião inundaron las redes sociales y aparecieron como dato pintoresco en los programas deportivos brasileños.
La Nación, febrero de 2019

Ya clasificado a la Tercera Fase, cerca de 5.000 hinchas acompañaron al equipo que quedó eliminado en Chile.
Por partidos de Copa Argentina, jugados siempre en estadio neutral, Talleres rompió todos los récords de convocatoria de esta competición, llevando 15 mil personas a Santiago del Estero ante Boca por la final de la edición 2021, 20 mil a Rosario ante Banfield por la semifinal de la edición 2022 y 25 mil a Mendoza ante Patronato por la final de esa misma edición. Talleres fue subcampeón en ambos certámenes.

## Asistencia en los últimos años
Durante los años que permaneció en el Torneo Argentino A, tercera categoría del fútbol argentino, la hinchada manifestó su apoyo durante los cuatro años que el club estuvo en esa categoría, hasta su regreso a Primera B Nacional en 2013. Su partido más convocante tuvo la asistencia de 62.000 personas en el partido ante San Jorge el lunes 6 de mayo de 2013, marca que hasta ahora no se ha superado en el fútbol del ascenso y del interior. La convocatoria de ese fin de semana superó a las del Clásico uruguayo y el Superclásico argentino, que se habían jugado en esos días. Durante esta etapa además se destacaron las convocatorias ante Gimnasia y Tiro (40.000), San Martín (37.000), Douglas Haig (35.000), Central Córdoba (30.000), Racing de Córdoba (28.000) y Santamarina (27.000).
El club no logró consolidarse y en 2014 regresó a la tercera división, llamada entonces Torneo Federal A. En ese año volvió a ser noticia por los 45.000 hinchas que presenciaron el partido ante Libertad de Sunchales. Durante la temporada 2015, la última en tercera división, el club llevó un promedio de 34 mil hinchas por partido. En su último encuentro de local, "la T" atrajo a más 60.000 personas para el partido contra Unión Aconquija. y fue noticia en todo el mundo, llegando a ser tendencia mundial en Twitter. El club logró el ascenso luego de dos temporadas en la categoría. En el partido del debut llevó más de 35.000 personas al estadio.
En 2017, en su regreso a Primera División, fue el club que más gente llevó a la cancha en las primeras fechas con un promedio de 43.500 hinchas por partido, frente a 39.400 de River y 42.580 de Boca. Por el mismo torneo, fue el equipo con más convocatoria en la "Fecha de los clásicos", llenando el Mario Alberto Kempes con 57.000 personas y dejando en segundo lugar al Clásico de Avellaneda con una convocatoria de 52.000.
Según un relevamiento conjunto entre la AFA y la FIFA realizado en 2019, Talleres es el tercer club de Argentina que más público lleva por partido, detrás de Boca Juniors y River Plate. Finalizado el año, se ubicó en el octavo puesto a nivel continental. En total, en el año 2023 sumó una cantidad de casi un millón de espectadores como local.
En 2024, logró otra de las marcas más importantes de su historia: más de 60 mil hinchas acompañaron al equipo en el partido de la última fecha del Campeonato de Primera División 2024 ante Newell's, en el que Talleres logró el subcampeonato. Debido a que el número de socios, 70 mil, era mayor a la capacidad del Mario Alberto Kempes, los fanáticos debieron reservar su ubicación por internet para asegurar su entrada.

## 5 de julio
La hinchada de Talleres se reúne todos los 5 de julio de cada año en el Patio Olmos a conmemorar el llamado Día de la paternidad albiazul en recuerdo del ascenso conseguido en la temporada 1997/98 a Primera División frente a su clásico rival Belgrano. Los hinchas organizan un banderazo y cantan canciones del club con motivo de festejo por esa fecha.

## Encuestas

### Encuestas de popularidad a nivel nacional

#### Encuesta deGran DT
En 2009 el concurso organizado por el Diario Clarín Gran DT armó una lista con la cantidad de simpatizantes de cada club según marcaba la tendencia de los usuarios. Según los resultados, Talleres se ubica en la 13º posición a nivel nacional, siendo el equipo de Primera División mejor ubicado en la tabla y el equipo cordobés con más hinchas (cuarto del interior del país).
| 12.°                         | Huracán        | 0,81 % | 16.154 |
| 13.°                         | Talleres       | 0,75 % | 15.163 |
| 14.°                         | San Martín (T) | 0,73 % | 14.731 |
| Gran DT, 10 de mayo de 2009. |                |        |        |

#### Encuesta delDiario Olé
El realizó el Registro Nacional del Hincha 2012, Talleres finalizó en la 7º posición, lo que lo posicionó como el mejor equipo del interior del país.
| 6.°                                 | San Lorenzo | 15.020 |
| 7.°                                 | Talleres    | 6.755  |
| 8.°                                 | Newell's    | 5.640  |
| Registro Nacional del Hincha, 2012. |             |        |

#### Encuesta deTyC Sports
El canal deportivo TyC Sports realizó un censo en el año 2015 en el que participaron aproximadamente 250.000 hinchas de todo el país. Talleres quedó en la 8º posición, lo que lo posiciona como el mejor equipo del interior.
| 7.°                                         | San Lorenzo | 4,71 % |
| 8.°                                         | Talleres    | 3,76 % |
| 9.°                                         | Colón       | 2,74 % |
| Censo nacional de hinchas TyC Sports, 2015. |             |        |

## La bandera más grande

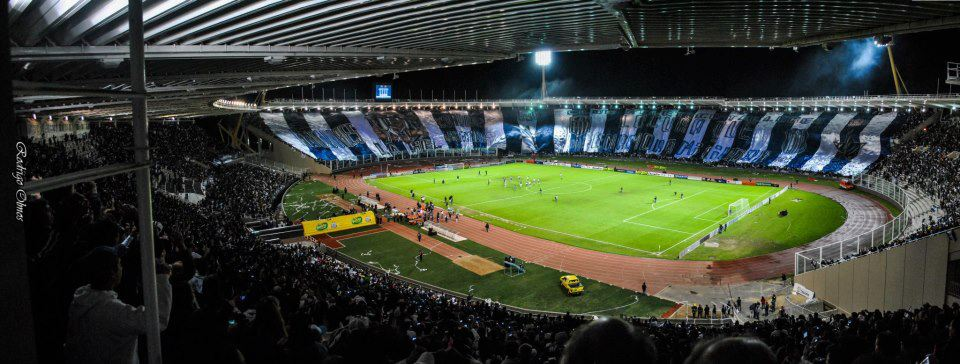
La cuarta bandera más grande de América.

El 12 de octubre de 2012 Talleres celebró los 99 años con un partido ante Nacional de Uruguay. Esa noche se presentó la "bandera más grande del mundo". Esta bandera le valió al club el ingreso en el Libro Guinness de los récords. Mide 387 × 47 metros y en ella se lee la leyenda "Talleres, locura que enamora mi ciudad". La bandera que pesa 2.600 kilos llegó a Bell Ville en un camión especial, y allí se le sumaron más de 300 autos y micros para salir en caravana hacia Córdoba. Alrededor de 500 hinchas la trasladaron desde la Boutique hasta el Kempes y entre todos la desplegaron en el entretiempo del partido al que asistieron unas 52.000 personas, ocupando la totalidad de la popular Willington y la platea Gasparini. Es la cuarta bandera más grande del continente, y la más grande de la Argentina, solo superada por las de Nacional, Millonarios y Universidad de Chile.

## Cánticos

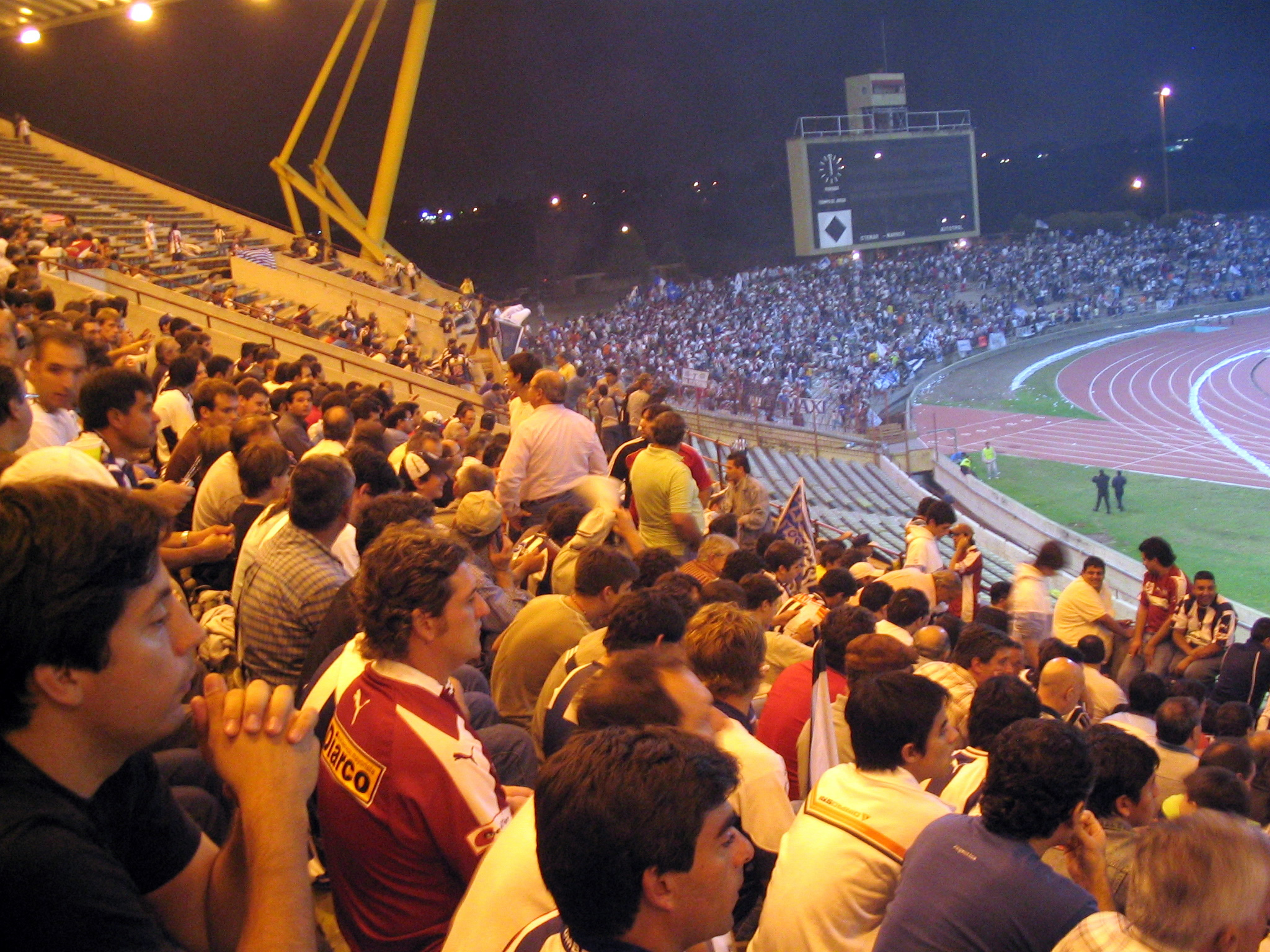
El antiguo Estadio Olímpico antes del comienzo de un partido.

Los cánticos más usados por la hinchada son "Cómo olvidarme", "A Talleres yo lo amo", "Muchachos, traigan vino, juega Talleres", "Hay que alentar al matador", "Siempre corrés", "Matador yo nací", "No se como voy no se como vengo", "Talleres hay que ganar", "A Talleres yo lo amo", "¿Qué te pasa Belgrano?" y "Quiero ver a los matadores". La mayoría de las canciones tienen melodía de algún tema de rock nacional, cuarteto, cumbia o alguna canción del momento, mientras que las letras son inventadas por los hinchas del club.
En los últimos años, se popularizaron las canciones homenaje de algunos hinchas a personalidades del club, como la canción del cantante Jorge Falivene dedicada a Pablo Guiñazú, capitán y referente del equipo desde 2016 o la del programa Pesimistas del Gol (FM Vorterix) a Frank Darío Kudelka, DT que consiguió dos ascensos en 2015 y 2016.
La canción "Esta es la banda loca del matador" fue elegida por el medio francés La Grinta como una de las 20 mejores canciones de hinchadas de todo el mundo.